# 羅山駅 (咸鏡南道)
羅山駅（ラサンえき）は朝鮮民主主義人民共和国咸鏡南道楽園郡に位置する朝鮮民主主義人民共和国鉄道省平羅線の駅である。

## 歴史
- 日時不明：開業。